# Akita (Akita)
Akita (dt. „Herbstfeld“; japanisch 秋田市 Akita-shi, „[kreisfreie] Stadt Akita“, englisch Akita City/City of Akita/Akita, Akita) ist eine Großstadt, Seehafen sowie Verwaltungssitz der gleichnamigen japanischen Präfektur (-ken) Akita auf der Hauptinsel Honshū. Die Stadt liegt am Fluss Omono.

## Geschichte
Im 8. Jahrhundert war Akita eine bedeutende Festung.
In Iwaki im Landkreis Yuri in der Nähe von Akita auf dem heutigen Stadtgebiet von Yurihonjō wurden bei 39° 34′ 0″ N, 140° 4′ 0″ O zwischen 1956 und 1962 zahlreiche Forschungsraketen vom Typ Kappa gestartet. Am 1. April 1961 wurde mit 350 km die größte Höhe erreicht.
Der eingemeindete Ortsteil Kubota war während der Edo-Zeit Hauptstadt des Lehens Kubota/Akita, das in der Edo-Zeit von den Satake von der Burg Kubota aus regiert wurde.

## Verkehr
Etwa 20 Kilometer südöstlich des Stadtzentrums liegt der Flughafen Akita.
- Zug:
  - JR Akita-Shinkansen
  - JR Ōu-Hauptlinie

- Straße:
  - Akita-Autobahn
  - Nationalstraße 7
  - Nationalstraße 13
  - Nationalstraße 101,341
  - Nihonkai-Tōhoku-Autobahn

## Wirtschaft
In der Nähe der Stadt befinden sich die wichtigsten Erdölfelder Japans. Neben einer Erdölraffinerie sind Holz- und Metallverarbeitung und die Herstellung von Seidentextilien bedeutende Industriezweige.

## Städtepartnerschaften

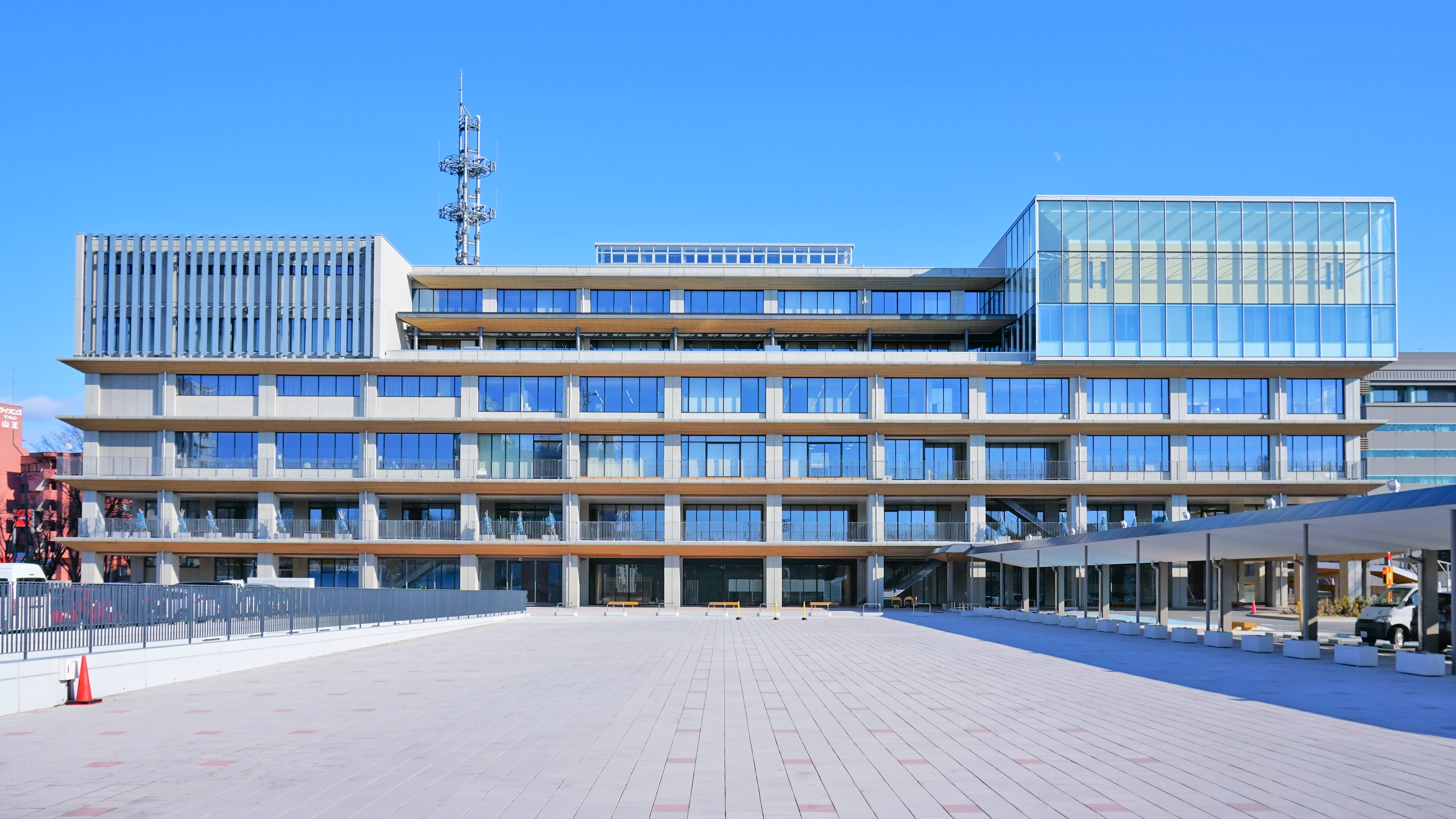
Rathaus

- Lanzhou, Volksrepublik China, seit 1982
- Passau, Deutschland, seit 1984
- Kenai, Vereinigte Staaten, seit 1992
- Wladiwostok, Russland, seit 1992
- Hitachi-Ōta, Japan
- Daigo, Japan

## Universitäten und Colleges
- Akita International University
- Universität Akita

## Söhne und Töchter der Stadt
- Inokuchi Akuri (1871–1931), Pädagogin
- Masamicz Amano (* 1957), Komponist
- Itō Einosuke (1903–1959), Schriftsteller
- Yukio Endō (1937–2009), Kunstturner
- Takunosuke Funakawa (* 1996), Fußballspieler
- Yō Gotō (* 1958), Komponist
- Osamu Kawakami (* ≈1950), Musiker
- Yōichi Kobayashi (* 1953), Jazzmusiker
- Emiko Okuyama (* 1951), Politikerin
- Ōmi Komaki (1894–1978), Schriftsteller
- Yūki Sasahara (* 1984), Skeletonpilot
- Jumpei Saitō (* 1992), Fußballspieler
- Sasaki (* 1988), Model, Schauspielerin und Sängerin
- Hitoshi Satō (* 1962), Radrennfahrer
- Mitsuhisa Taguchi (1955–2019), Fußballtorhüter
- Kosaku Takahashi (* 1945), Radrennfahrer
- Katsuhira Tokushi (1904–1971), Holzschnittkünstler
- Hiromi Yamafuji (1944–1984), Radrennfahrer

## Angrenzende Städte und Gemeinden
- Daisen
- Gojōme
- Ikawa
- Katagami
- Kita-Akita
- Senboku
- Yurihonjō